# Алинен-Лиусъярви
Алинен-Ли́усъя́рви (фин. Alinen Liusjärvi) — озеро на территории Поросозерского сельского поселения Суоярвского района Республики Карелия.

## Общие сведения
Площадь озера — 2,2 км², площадь водосборного бассейна — 269 км². Располагается на высоте 179,1 метров над уровнем моря.
Форма озера лопастная. Берега изрезанные, каменисто-песчаные, местами заболоченные.
Через озеро протекает река Мянтюйоки (фин. Mäntyjoki) и, далее, протекая озеро Мянтюярви, в нижнем течении меняет название на Контиойоки) и протекает через озеро Сури-Контиоярви, после чего, втекая в озеро Чудоярви, сообщается с рекой Тарасйоки.
С севера в озеро Алинен-Лиусъярви, с которым протокой соединяется Илинен-Лиусъярви, впадают два ручья, несущие воду из озёр Кивиярви и Варпаярви.
В озере расположены три небольших острова.
Населённые пункты возле озера отсутствуют. Ближайший — посёлок Поросозеро — расположен в 22,5 км к востоку от озера.
Код объекта в государственном водном реестре — 01040100111102000016726.